# 北海道道1081号东室兰停车场线
北海道道1081号東室兰停车场线（日语：北海道道1081号東室蘭停車場線）是一条位于北海道室蘭市的普通道级道路（北海道道）。

## 道路概况
- 起点：北海道室蘭市中島町3丁目（JR北海道 东室兰站）
- 終点：北海道室蘭市中島町1丁目
- 总距离：0.8千米

## 经过的自治体
- 胆振综合振兴局
  - 室蘭市

## 主要连接道路
- 北海道道107号室兰环状线（终点）
- 北海道道919号中央东线（终点）

## 历史
- 1988年（昭和63年）3月31日 - 路線勘定（北海道告示第548号）